# Padafhankelijkheid (natuurkunde)
Een padafhankelijk systeem of anholonoom systeem is in de natuurkunde een systeem waarvan de toestand (zoals beschreven door een aantal parameters) afhangt van de precieze manier waarop het systeem in die toestand is gekomen.
Een relatief eenvoudig voorbeeld is een balletje dat op een vlakke tafel rolt, zonder dat het slipt of om het contactpunt heen draait. De enige vrijheidsgraden van het systeem zijn dan de x- en y-coördinaten: we kunnen de oriëntatie van het balletje alleen beïnvloeden door het over de tafel te rollen in een bepaalde richting of over een bepaald pad. Als we de bovenkant van het balletje met een viltstift markeren, en het vervolgens op de beschreven wijze over de tafel rollen in bijvoorbeeld een cirkel of een ruit, zodat het balletje weer op de uitgangspositie terugkeert, zal in het algemeen de gemarkeerde plek niet meer precies bovenaan zitten. De toestand waarin het balletje zich bevindt als het weer op de uitgangspositie is teruggekeerd hangt af van het pad waarover we het laten rollen.
Wat het systeem niet-holonoom maakt, is dat er slechts twee vrijheidsgraden zijn, maar we geen twee onafhankelijk te variëren parameters kunnen vinden die de toestand van het systeem volledig beschrijven. We kunnen wel twee extra parameters toevoegen die dan de oriëntatie van het balletje beschrijven. Er zijn dan vaste relaties (constraints of 'bewegingsbeperkingen') die op de een of andere manier de oriëntatieparameters van het balletje koppelen aan de x- en y-coördinaat, maar we kunnen daaruit niet twee gegeneraliseerde coördinaten construeren.
Laten we toe dat het balletje over de tafel slipt, dan zijn de parameters die de oriëntatie van het balletje beschrijven ineens wél onafhankelijk te variëren, en hebben we een holonoom systeem, maar dan met vier parameters.